# Caphodus obliquus
Caphodus obliquus är en insektsart som beskrevs av Henry Fairfield Osborn 1923. Caphodus obliquus ingår i släktet Caphodus och familjen dvärgstritar. Inga underarter finns listade i Catalogue of Life.